# Strength (柴咲コウの曲)
「Strength」（ストレンクス）は、柴咲コウの24枚目のシングル（RUI、KOH+名義含む）。2012年3月14日にNAYUTAWAVE RECORDSから発売された。

## 概要
転調が印象的である、表題曲は花王アジエンスCMソング。

カップリング曲は、柴咲コウが作曲した。

## 収録曲
1. Strength
作詞：柴咲コウ、作曲・編曲：Hisashi Nawata
2. もう、いないよ
作詞・作曲：柴咲コウ、編曲：Syunsuke Watanabe + ねんりきくらぶ
3. Strength -Instrumental-

## 収録アルバム
Strength
- 『リリカル*ワンダー』
- 『KO SHIBASAKI ALL TIME BEST 詩』

もう、いないよ
『リリカル*ワンダー』

## 試聴（公式）
- Strength （ミュージックビデオ） - YouTube